# Conie-Molitard
 Conie-Molitard  es una localidad y comuna de Francia, en la región de Centro, departamento de Eure y Loir, en el distrito y cantón de Châteaudun
Su población en el censo de 1999 era de 338 habitantes.
Está integrada en la Communauté de communes des Plaines et Vallées Dunoises.

## Demografía
| 303 | 254 | 233 | 309 | 337 | 338 |
| Para los censos de 1962 a 1999 la población legal corresponde a la población sin duplicidades (Fuente: INSEE [Consultar]) |     |     |     |     |     |